# Tarita Teriipaia
Tarita Teri'ipaia (sinh 29 tháng 12 năm 1941) là một cựu diễn viên người Polynesia gốc Pháp. Cô là người nổi tiếng. nhất vì đã được người vợ thứ ba của nam diễn viên Marlon Brando, mà sau đó, bà đã ly dị. Đối với phương tiện truyền thông và giải trí xuất hiện và tham gia, bà thường được coi là Tarita.

## Tiểu sử
Sinh ra ở Bora Bora, Polynésie thuộc Pháp, Pháp, bà đóng vai Maimiti đối diện Marlon Brando trong bộ phim Mutiny on the Bounty (1962), qua đó bà nhận được đề cử Quả cầu vàng cho Nữ diễn viên phụ xuất sắc nhất. bà trở thành người vợ thứ ba của Brando năm 1962. Bà là mẹ của hai đứa con của Brando, một cậu con trai, Simon Teihotu, và một bà con gái, Tarita Cheyenne. Họ ly dị năm 1972. Chỉ vài tháng sau cái chết của Marlon Brando năm 2004, Tarita đã xuất bản hồi ký của mình có tựa đề Marlon, My Love và My Torment. Một trong những cháu trai của họ, Tuki Brando, là một người mẫu nổi bật. Kể từ năm 2015, bà là người vợ duy nhất của Brando vẫn còn sống, sau khi Movita Castaneda và Anna Kashfi qua đời lần lượt vào ngày 12 tháng 2 và 16 tháng 8 năm 2015.